# Sean Davis
Sean Akira Davis (Long Branch, 8 februari 1993) is een Amerikaans voetballer die doorgaans speelt als middenvelder. In december 2024 verruilde hij Nashville voor LA Galaxy.

## Clubcarrière
Davis speelde op de Match Fit Academy en werd in 2009 opgenomen in de opleiding van de New York Red Bulls. Twee jaar later ging hij voetballen bij de Duke Blue Devils, het voetbalelftal van de Duke University. Eind 2014 tekende hij zijn eerste verbintenis bij de New York Red Bulls. Zijn professionele debuut voor de club volgde op 18 april 2015, toen hij tegen de San Jose Earthquakes vier minuten voor tijd in mocht vallen voor Sacha Kljestan, die eerder in de wedstrijd de score had geopend. Een doelpunt van Mike Grella besliste de eindstand uiteindelijk op 2–0. Op 8 augustus 2016 speelden de Red Bulls op bezoek bij LA Galaxy en in dit duel maakte Davis zijn eerste competitiedoelpunt. Gonzalo Verón opende de score namens de bezoekers, waarna Davis de voorsprong verdubbelde. Uiteindelijk zou het 2–2 worden door treffers van Mike Magee en Ashley Cole.
Eind 2021 besloot Davis zijn contract niet te verlengen, waardoor hij transfervrij vertrok. Na zijn vertrek tekende hij voor drie seizoenen bij Nashville. Na afloop van deze drie seizoenen nam LA Galaxy de middenvelder over.

## Clubstatistieken
| Seizoen | Club               | Competitie          | Competitie | Competitie | Beker | Beker | Internationaal | Internationaal | Totaal | Totaal |
| Seizoen | Club               | Competitie          | Wed.       | Dlp.       | Wed.  | Dlp.  | Wed.           | Dlp.           | Wed.   | Dlp.   |
| ------- | ------------------ | ------------------- | ---------- | ---------- | ----- | ----- | -------------- | -------------- | ------ | ------ |
| 2015    | New York Red Bulls | Major League Soccer | 14         | 0          | 2     | 1     | —              | —              | 16     | 1      |
| 2016    | New York Red Bulls | Major League Soccer | 21         | 2          | 2     | 0     | 4              | 0              | 27     | 2      |
| 2017    | New York Red Bulls | Major League Soccer | 30         | 2          | 5     | 0     | 2              | 0              | 37     | 2      |
| 2018    | New York Red Bulls | Major League Soccer | 36         | 0          | 1     | 0     | 5              | 1              | 42     | 1      |
| 2019    | New York Red Bulls | Major League Soccer | 31         | 0          | 1     | 0     | 4              | 1              | 36     | 1      |
| 2020    | New York Red Bulls | Major League Soccer | 15         | 0          | 0     | 0     | —              | —              | 15     | 0      |
| 2021    | New York Red Bulls | Major League Soccer | 35         | 0          | 0     | 0     | —              | —              | 35     | 0      |
| 2022    | Nashville          | Major League Soccer | 35         | 1          | 2     | 0     | —              | —              | 37     | 1      |
| 2023    | Nashville          | Major League Soccer | 34         | 0          | 1     | 0     | 5              | 0              | 40     | 0      |
| 2024    | Nashville          | Major League Soccer | 25         | 0          | 0     | 0     | 3              | 0              | 28     | 0      |
| 2025    | LA Galaxy          | Major League Soccer | 0          | 0          | 0     | 0     | —              | —              | 0      | 0      |
| Totaal  | Totaal             | Totaal              | 276        | 5          | 14    | 1     | 23             | 2              | 313    | 8      |

Bijgewerkt op 26 december 2024.